# 塞尔焦·切尔瓦托
塞尔焦·切尔瓦托（義大利語：Sergio Cervato，1929年3月22日—2005年10月9日），意大利男子足球运动员，场上位置是后卫。他曾代表意大利国家队参加1954年国际足联世界杯，结果获得第十名。